# Bamazomus serendipitus
Espèce
Bamazomus serendipitus  est une espèce de schizomides de la famille des Hubbardiidae.

## Répartition
Cette espèce a été découverte dans une serre tropicale au Danemark, dans la ville de Randers. Sa répartition originale n'est pour l'instant pas connue mais pourrait se situer en Asie du Sud-Est, peut-être en Thaïlande.

## Description
La femelle holotype mesure 5,60 mm et le mâle paratype 4,29 mm.

## Systématique et taxinomie
Cette espèce a été décrite en 2024 par Sean Birk Bek Craig (d) dans une publication coécrite avec Jørgen Lissner (d) et Philip Francis Thomsen (d).

## Étymologie
Son épithète spécifique, serendipitus, est la forme latinisée de l'anglais serendipity, « découverte par hasard ».

## Publication originale
- (en) Sean Birk Bek Craig, Jørgen Lissner et Philip Francis Thomsen, « First records of the order Schizomida from tropical hothouses in Denmark: Stenochrus portoricensis and a new species of Bamazomus (Schizomida: Hubbardiidae) », Arachnologische Mitteilungen, Bâle, vol. 67,‎ juin 2024, p. 54-66 (ISSN 1018-4171, e-ISSN 2199-7233, DOI 10.30963/aramit6707, lire en ligne, consulté le 20 juin 2024)